# Diecezja Sioux Falls
Diecezja Sioux Falls (łac. Dioecesis Siouxormensis, ang. Diocese of Sioux Falls) jest diecezją Kościoła rzymskokatolickiego obejmująca swą powierzchnią wschodnią część stanu Dakota Południowa.

## Historia
Początkowo Terytorium Dakoty należało administracyjnie do ówczesnej diecezji Saint Paul. Pierwsza msza na ziemiach późniejszego stanu Dakota Południowa celebrowana była w roku 1842, podczas pierwszej wizyty katolickiego kapłana na tych terenach. Pierwszy kościół wybudowano w roku 1867 w Jefferson, dla potrzeb katolików rozrzuconych na rozległym obszarze. 12 sierpnia 1879 papież Leon XIII postanowił ustanowić wikariat apostolski dla Terytorium Dakoty. Na jego czele miał stanąć benedyktyński misjonarz z opactwa w Indianie o. Martin Marty. Niedługo po włączeniu Dakot do Unii, powstała diecezja z siedzibą w Sioux Falls (12 listopada 1889), która obejmowała początkowo cały stan Dakota Południowa. Dla Dakoty Północnej powstała diecezja Jamestown. W roku 1902 diecezja utraciła część terytoriów na rzecz nowo utworzonej diecezji Lead.

## Ordynariusze
- Martin Marty (1889–1895) – wcześniej, od roku 1879 był wikariuszem apostolskim Dakoty
- Thomas O'Gorman (1896–1921)
- Bernard Joseph Mahoney (1922–1939)
- William O. Brady (1939–1956)
- Lambert Anthony Hoch (1956–1978)
- Paul Vincent Dudley (1978–1995)
- Robert Carlson (1995–2004)
- Paul Swain (2006–2019)
- Donald DeGrood (od 2019)
  - administrator diecezji: Donald Kettler (od 1 maja 2025 do 13 sierpnia 2025)[a][1]